# Xigua Video
Xigua Video hay còn gọi là ixigua (Chinese: 西瓜视频; pinyin: Xīguā Shìpín) là một nền tảng chia sẻ video trực tuyến của Trung Quốc do ByteDance sở hữu.
Ban đầu như một nền tảng chia sẻ cho các video ngắn sau đó Xigua cũng sản xuất phim và truyền hình. Tính đến tháng 6 năm 2020, nền tảng có 131 triệu người dùng hoạt động hàng tháng.

## Đối tác
Vào tháng 4 năm 2020, Xigua Video đã hợp tác với BBC Studios  cùng phát hành các bộ phim tài liệu : The Wonders of Space Revealed và Primate, đồng thời chiếu các nội dung khác của BBC Studios trên Xigua.
Vào tháng 4 năm 2020, Moonbug Entertainment thông báo hợp tác với Xigua Video